# Riksmötet 2019/2020
Riksmötet 2019/20 var Sveriges riksdags verksamhetsår 2019–2020. Det påbörjades vid riksmötets öppnande den 10 september 2019.

## Arbetsformer under coronapandemin
Med anledning av den pandemi som bröt ut i slutet av 2019 enades riksdagspartiernas gruppledare den 16 mars 2020 om en frivillig överenskommelse att begränsa antalet ledamöter som deltar vid beslut i riksdagens kammare till 55. Antalet ledamöter fördelades så att varken partiernas proportionella andel av mandaten eller majoritetsförhållandena i riksdagen påverkades. Åtgärden kan jämföras med det kvittningssystem som normalt tillämpas i riksdagen. Då riksdagsledamöternas rätt att delta i riksdagens arbete är lagstadgad bygger åtgärden helt på frivillig medverkan från partierna och riksdagsledamöterna. Till en början var åtgärden tänkt att gälla två veckor i taget, men redan från den 15 april enades gruppledarna om en längre förlängning, och arbetssättet kom att gälla under resten av riksmötet 2019/2020. Parallellt med åtgärderna i kammaren övergick även utskotten till distanssammanträde, riksdagsbibliotekets verksamhet anpassades och riksdagen införde så kallad fri sittning i kammaren. 

## Talmanspresidiet
| Talman             | Första vice talman | Andra vice talman           | Tredje vice talman   |
| Andreas Norlén (M) | Åsa Lindestam (S)  | Lotta Johnsson Fornarve (V) | Kerstin Lundgren (C) |
| ------------------ | ------------------ | --------------------------- | -------------------- |

## Riksdagens sammansättning
| 10 september 2019 t.o.m. 11 september 2019              | 10 september 2019 t.o.m. 11 september 2019              | 10 september 2019 t.o.m. 11 september 2019              | 10 september 2019 t.o.m. 11 september 2019              | fr.o.m. 12 september 2019                               | fr.o.m. 12 september 2019                               | fr.o.m. 12 september 2019                               | fr.o.m. 12 september 2019                               |
| ------------------------------------------------------- | ------------------------------------------------------- | ------------------------------------------------------- | ------------------------------------------------------- | ------------------------------------------------------- | ------------------------------------------------------- | ------------------------------------------------------- | ------------------------------------------------------- |
| En schematisk bild över mandatfördelningen i riksdagen. | En schematisk bild över mandatfördelningen i riksdagen. | En schematisk bild över mandatfördelningen i riksdagen. | En schematisk bild över mandatfördelningen i riksdagen. | En schematisk bild över mandatfördelningen i riksdagen. | En schematisk bild över mandatfördelningen i riksdagen. | En schematisk bild över mandatfördelningen i riksdagen. | En schematisk bild över mandatfördelningen i riksdagen. |
| F                                                       | Parti                                                   | PB                                                      | Mandat                                                  | F                                                       | Parti                                                   | PB                                                      | Mandat                                                  |
|                                                         | Socialdemokraterna                                      | S                                                       | 100                                                     |                                                         | Socialdemokraterna                                      | S                                                       | 100                                                     |
|                                                         | Moderaterna                                             | M                                                       | 70                                                      |                                                         | Moderaterna                                             | M                                                       | 70                                                      |
|                                                         | Sverigedemokraterna                                     | SD                                                      | 62                                                      |                                                         | Sverigedemokraterna                                     | SD                                                      | 62                                                      |
|                                                         | Centerpartiet                                           | C                                                       | 31                                                      |                                                         | Centerpartiet                                           | C                                                       | 31                                                      |
|                                                         | Vänsterpartiet                                          | V                                                       | 28                                                      |                                                         | Vänsterpartiet                                          | V                                                       | 27                                                      |
|                                                         | Kristdemokraterna                                       | KD                                                      | 22                                                      |                                                         | Kristdemokraterna                                       | KD                                                      | 22                                                      |
|                                                         | Liberalerna                                             | L                                                       | 19                                                      |                                                         | Liberalerna                                             | L                                                       | 19                                                      |
|                                                         | Miljöpartiet                                            | MP                                                      | 16                                                      |                                                         | Miljöpartiet                                            | MP                                                      | 16                                                      |
|                                                         | utan partibeteckning                                    | –                                                       | 1                                                       |                                                         | utan partibeteckning                                    | –                                                       | 2                                                       |
|                                                         | Totalt                                                  | Totalt                                                  | 349                                                     |                                                         | Totalt                                                  | Totalt                                                  | 349                                                     |

## Nyckelpersoner i partierna

### Partiledare
- S: Stefan Löfven
- M: Ulf Kristersson
- SD: Jimmie Åkesson
- C: Annie Lööf (Anders W. Jonsson företräder C i riksdagens partiledardebatter när Lööf varit föräldraledig)
- V: Jonas Sjöstedt
- KD: Ebba Busch
- L: Nyamko Sabuni (ej invald i riksdagen, Johan Pehrson företräder L i riksdagens partiledardebatter)
- MP: Isabella Lövin och Per Bolund (språkrör)

### Gruppledare
- S: Annelie Karlsson[6]
- M: Tobias Billström[7]
- SD: Henrik Vinge[8]
- C: Anders W. Jonsson[9]
- V: Maj Karlsson[10]
- KD: Andreas Carlson[11]
- L: Johan Pehrson[12]
- MP: Annika Hirvonen Falk[13]

## Partiledardebatter
- 16 oktober 2019[14]
- 13 november 2019 (EU-politik)[15]
- 15 januari 2020[16]
- 10 juni 2020[17]